# Pollinisateur

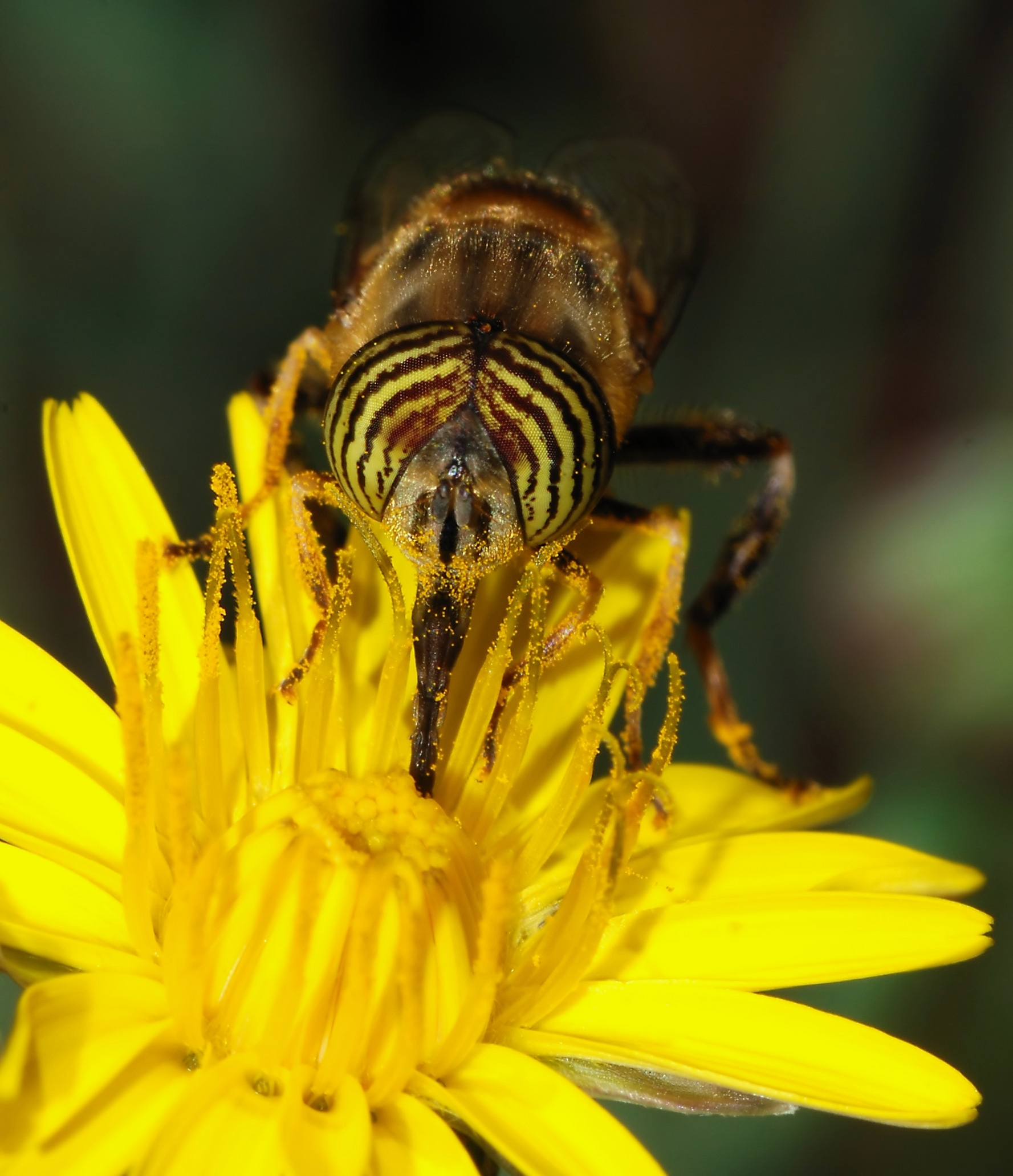
Eristalinus taeniops, l’une des nombreuses espèces de syrphes, ici pollinisant une épervière commune

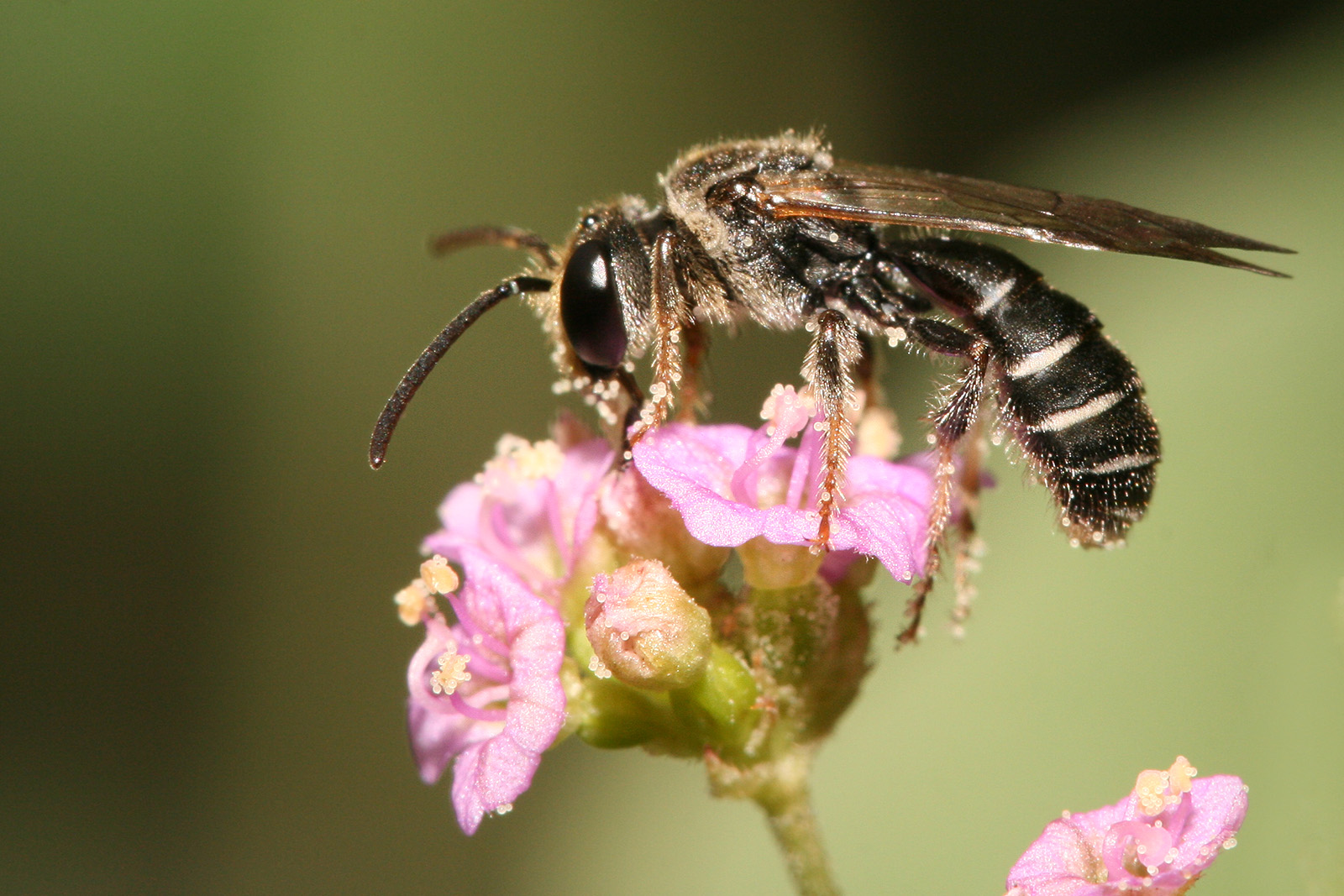
De nombreuses espèces d’abeilles sauvages (ici Lipotriches sp.) contribuent à la pollinisation de la flore sauvage

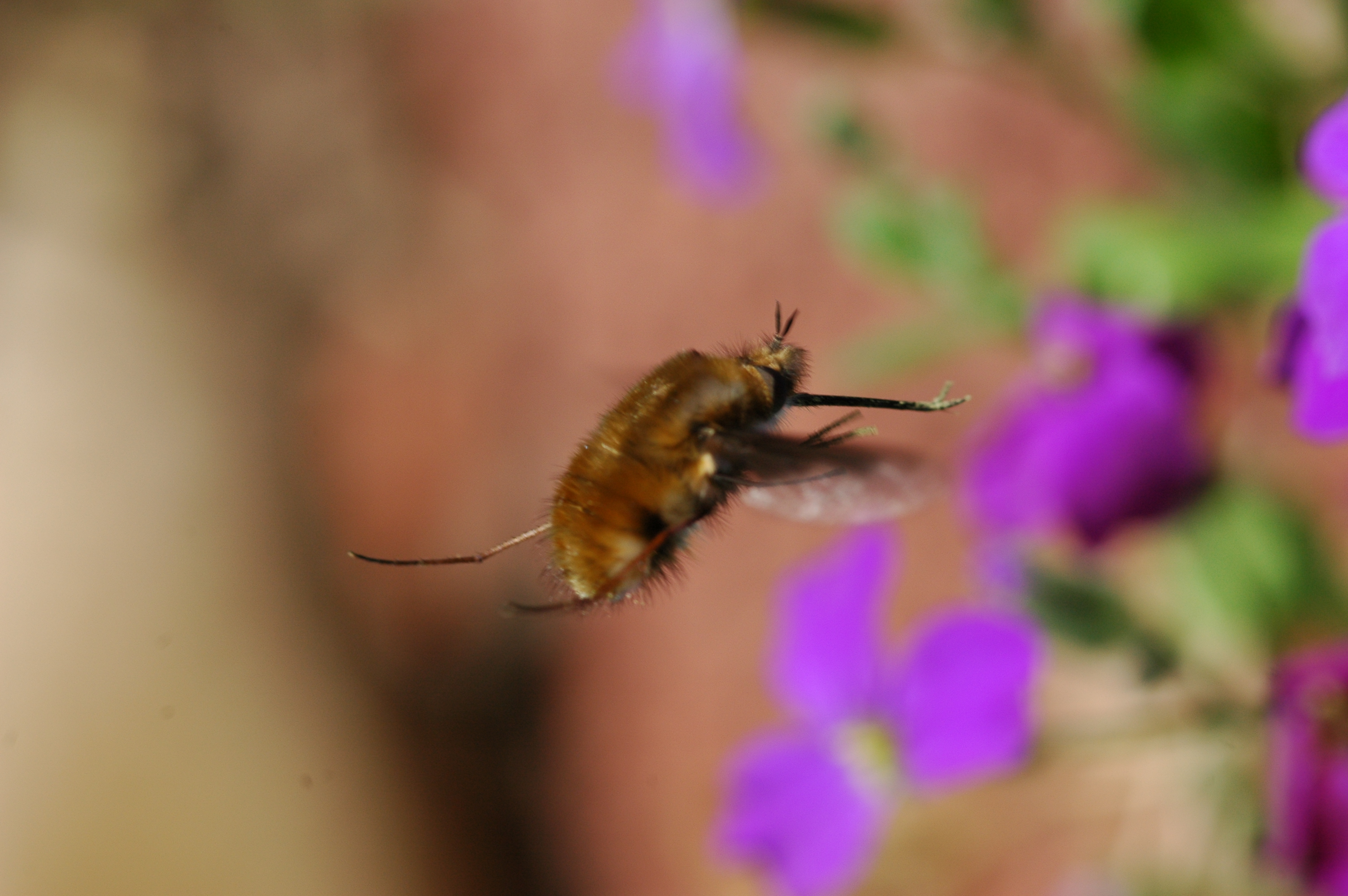
Plusieurs Bombyliidae sont des pollinisateurs efficaces, dont notamment Bombylius major, qui grâce à son vol stationnaire et une longue trompe pollinise efficacement plusieurs espèces de petites fleurs à corolle profonde

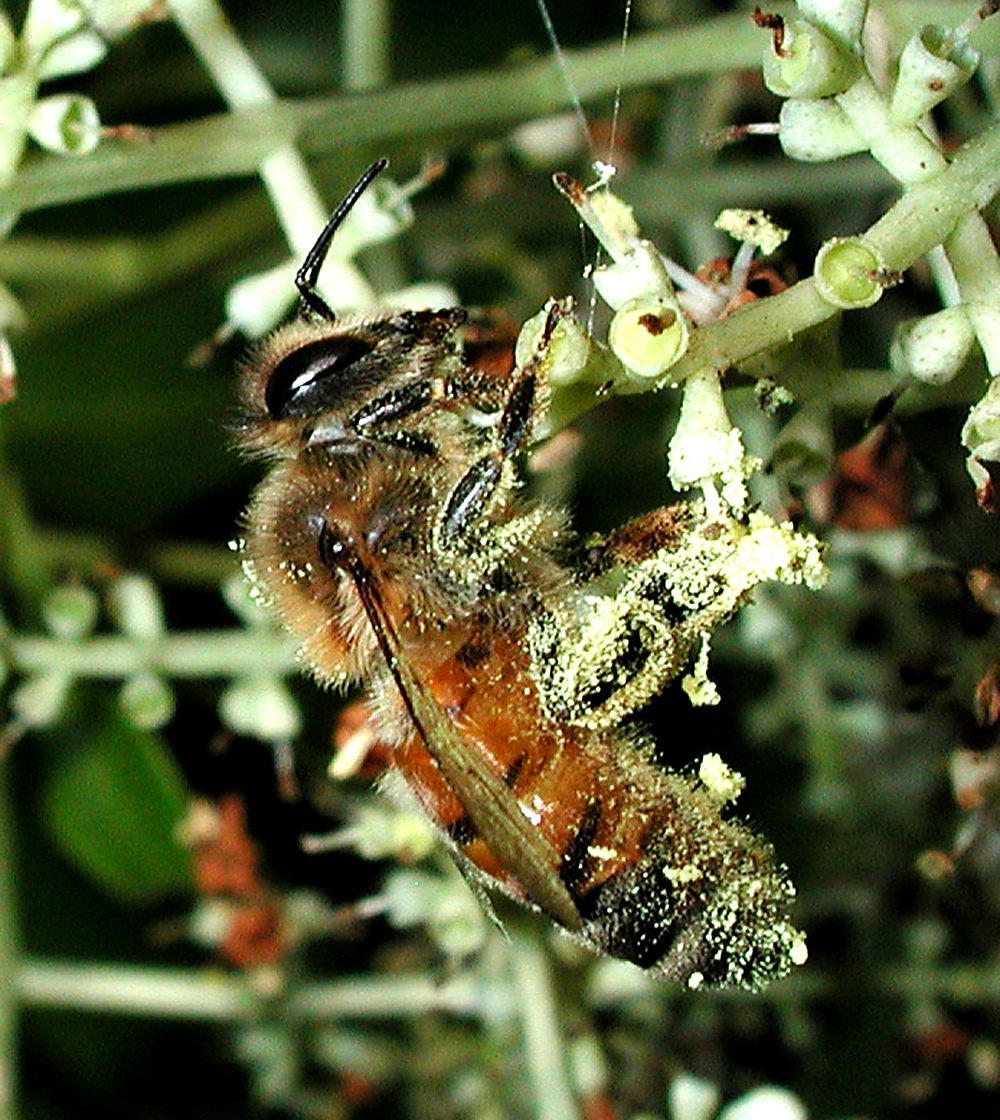
Abeilles et bourdons ont les pattes arrière modifiées : une structure dite corbicula (ou « panier à pollen ») facilite le transport du pollen (et des précurseurs de la propolis), ce qui en fait des pollinisateurs très efficaces pour de nombreuses espèces végétales domestiquées et cultivées par l’Homme

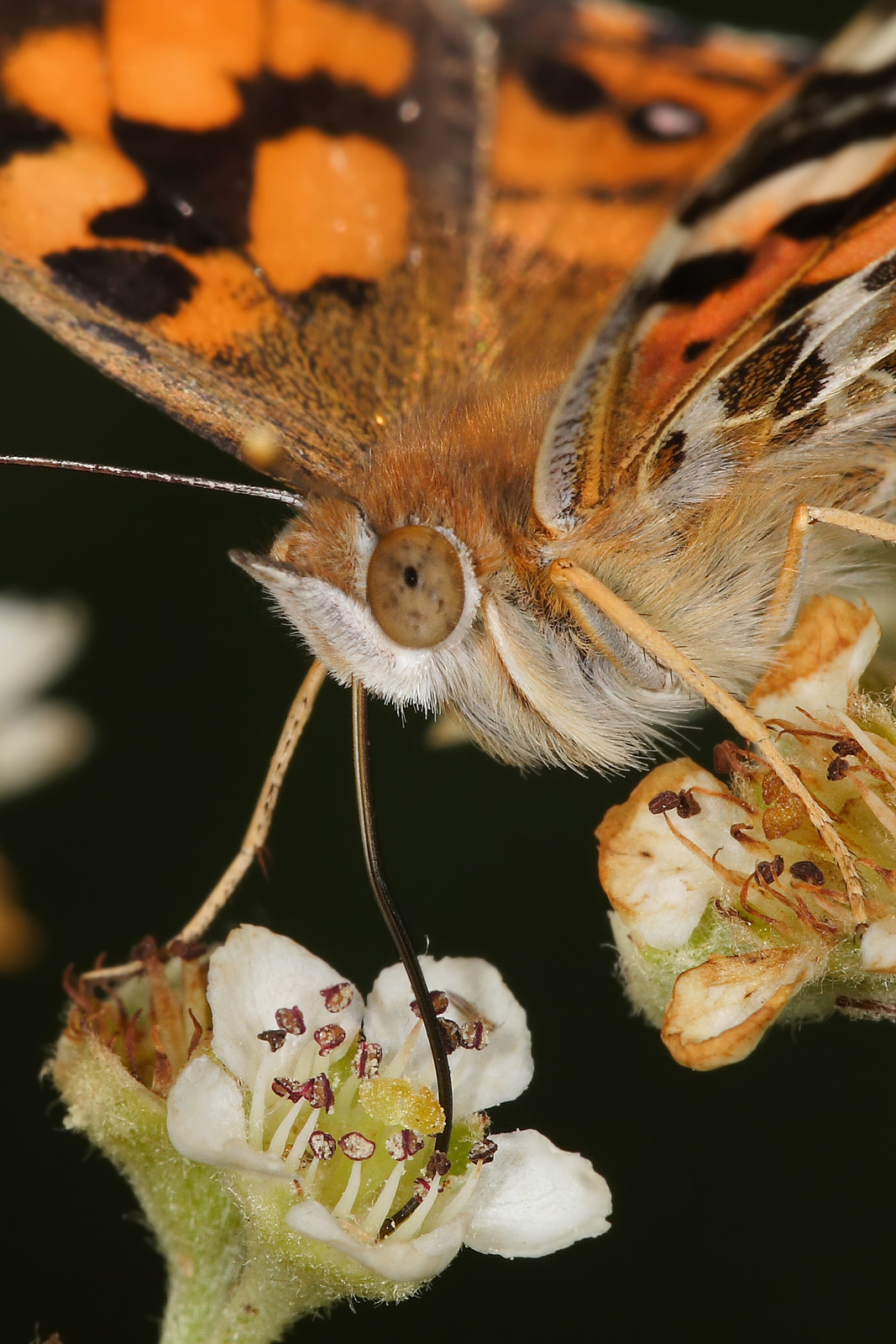
Après les abeilles et les syrphes, les papillons comptent parmi les pollinisateurs les plus importants, souvent également en voie de régression et ayant disparu d’une grande partie de leur aire naturelle de répartition (ici l’une des nombreuses espèces de Vanesse (Vanessa kershawi) dont on voit la trompe déroulée et plongée dans la fleur.

Un pollinisateur est un animal vecteur qui à l’occasion de ses déplacements transporte des grains de pollen des anthères mâles d'une fleur vers le stigmate femelle d’une fleur. Ce faisant, il contribue à la fécondation des gamètes femelles dans l'ovule de la fleur par les gamètes mâles du pollen.
C’est l’une des formes de la zoogamie.
Il a été récemment montré que les Cycas qui ne sont pas des plantes à fleurs, sont également pollinisés par des insectes.
Les pollinisateurs les plus emblématiques et les mieux connus du grand public sont les abeilles (dont l’abeille domestique, les bourdons...), les mouches (syrphes...), les papillons, et de nombreux coléoptères. Certains oiseaux (colibris) ou encore des mammifères (chauve-souris nectarivores) jouent également un rôle important de pollinisateurs durant tout ou partie de leur stade de vie adulte. Sur les 250 000 espèces d'Angiospermes, 150 voient leur pollen dispersé par l'eau (hydrogamie), 20 000 par le vent (anémophilie) et près de 220 000 par la faune (zoogamie), la diversité faunistique des pollinisateurs étant extrêmement élevée (100 000 invertébrés, essentiellement des insectes, et 12 000 vertébrés, notamment des chauve-souris, oiseaux de type colibri et petits rongeurs). La reproduction de plus de 90 % des espèces mondiales de plantes à fleurs dépend ainsi des animaux pollinisateurs (zoogamie) et de près de 80 % par des insectes (entomogamie). Pour une espèce de plante à fleurs donnée, toutes les espèces qui la visitent ne sont pas obligatoirement de bons pollinisateurs : parmi les insectes visitant Rhododendron ferrugineum, de nombreuses espèces (lépidoptères, coléoptères, fourmis chez les hyménoptères, mouches, empidides et volucelles chez les diptères) ne sont pas des vecteurs de pollen efficaces. En revanche ces mêmes empidides se révèlent être aussi efficaces que les abeilles dans la pollinisation croisée du géranium des bois.
Le nombre et la diversité des pollinisateurs influent fortement sur la biodiversité végétale et inversement, et la perte de diversité chez les pollinisateurs pourrait menacer la pérennité des communautés végétales. Une étude de 2016 montre que les rendements agricoles augmentent avec le nombre mais aussi la diversité des pollinisateurs : aux côtés de l'abeille domestique, « les espèces sauvages (bourdons, osmies, megachiles) ont donc un rôle très important ». Les pollinisateurs sont ainsi une source déterminante pour l’humanité (et pour de très nombreuses autres espèces) de services écosystémiques ; ils contribuent aussi aux processus d’évolution adaptative face à la sélection naturelle et aux changements globaux.
Dans les pays industrialisés et dans les zones d'agriculture industrielle ou consommatrice de pesticides, la plupart des espèces pollinisatrices sont en voie de régression, sont menacées de disparition ou ont localement déjà disparu, ce qui préoccupe notamment les apiculteurs, les écologues et les agriculteurs. Les pollinisateurs sont actuellement gravement menacés, avec un taux d'extinction qui est "de 100 à 1000 fois plus élevé que la normale", selon l'ONU.
Le réchauffement climatique, en réduisant leur période de vol qui s'effectue de façon moins synchronisée, est une menace pour les espèces pollinisatrices,.

## Sémantique, éléments complémentaires de définition
Pour les anglophones, bien que ces termes sont parfois confus, le mot « pollinator » a un sens qui peut différer de celui du mot « pollenizer » (qui est normalement le nom donné à la plante qui est source de pollen).
L'anthécologie est l’étude scientifique de la pollinisation.

## Régression ou disparition de nombreuses espèces de pollinisateurs
Pour un article plus général, voir perte de la biodiversité.
Le phénomène le plus récent et le mieux connu du grand-public est le « syndrome d'effondrement des colonies d'abeilles », mais la plupart des familles d'insectes pollinisateurs sont victimes depuis les années 1920 d'un effondrement populationnel voire d'extinction d'espèces.
De nombreuses causes de disparition d'espèces d'insectes pollinisateurs ont été identifiées, allant de la destruction des habitats naturels ou semi-naturels, à la perte de leurs ressources naturelles (ressources en fleurs réparties selon les saisons et en quantité suffisante pour répondre à leurs besoins alimentaires) en passant par l'introduction de microbes et/ou parasites (Varroa en particulier pour les abeilles). Les pollinisateurs attirés par les fleurs de bord de route ou de voie ferrée ont aussi plus de chances d’être happés et tués ou mortellement blessés ou pollués par les véhicules.
Il semble qu’une cause de disparition (devenue majeure) soit l'usage croissant de pesticides et en particulier d’insecticides et de désherbants. Ces produits peuvent affecter les insectes, directement ou indirectement, éventuellement sans les tuer par exemple en les désorientant ou en dégradant leur système immunitaire[réf. obsolète].
Certains dénoncent ou questionnent une éventuelle « dérive de la chimie » dans le domaine de l'agriculture, de l'élevage voire de la sylviculture. Cette dérive a pu d'abord passer inaperçue car de nouveaux produits phytosanitaires sont actifs à très faible dose et peuvent présenter - chez l'abeille notamment - une toxicité chronique et sublétale, dès la partie par milliard ou ppb. Des dosages aussi fins n'ont pu être pratiqués en routine par les laboratoires agréés pour ce type de surveillance qu'après 2002, par exemple pour évaluer la teneur de ces pesticides dans les pollens récoltés par les abeilles sur le tournesol ou maïs. Ces effets n'étaient antérieurement pas recherchés dans les protocoles d'études en vue de l'homologation de pesticides, études en outre faites par les producteurs eux-mêmes et généralement non rendues publiques.
Depuis les années 1970, sur tous les continents des scientifiques, agroécologues et jardiniers constatent une aggravation du problème, avec une chute accélérée de l’abondance et de la diversité des pollinisateurs (et de la plupart des prédateurs invertébrés d’insectes), notamment depuis l'apparition d'insecticides systémiques. Ce phénomène a connu sa première vague au tout début de la révolution agricole du XXe siècle : Une étude anglaise publiée en 2014, a cherché à rétrospectivement évaluer les variations du taux d'extinction des abeilles et espèces de guêpes pollinisatrices en Grande-Bretagne, du milieu du XIXe siècle à nos jours, sur la base d'une analyse de documents d'archives. Cette étude a conclu qu'au Royaume-Uni, la phase la plus rapide de cette extinction semble avoir été liée aux changements à grande échelle des politiques et des pratiques agricoles qui ont suivi la Première Guerre mondiale dans les années 1920, au début de l'industrialisation de l’agriculture, avant même la grande phase d’intensification agricole provoquée par la Seconde Guerre mondiale, souvent citée comme l’explication la plus importante de la perte de biodiversité en Grande-Bretagne.
Cette même étude a montré que dans les années 1960, alors que d’autres espèces disparaissaient plus vite encore, un certain ralentissement du taux d'extinction de pollinisateurs était observé, peut-être selon les auteurs parce que les espèces les plus sensibles ou vulnérables avaient toutes disparu, et/ou en raison de la mise en place de programmes de conservation des pollinisateurs. En outre les fabricants de pesticides ont peu à peu dû produire les résultats de leurs tests de toxicité faits sur deux groupes d'insectes dits utiles (coccinelles et abeilles domestiques) pour obtenir leurs autorisations de mise sur le marché (AMM). Cependant, la plupart de ces tests n'ont pas porté sur les effets transgénérationnels ni sur les effets synergiques d'une exposition à plusieurs pesticides, ni sur tous les produits de dégradation des principes actifs.
Les effets collatéraux (souvent dits « non intentionnels » sur les pollinisateurs, des plantes génétiquement modifiées pour produire un insecticide d'une part (et/ou résister à un désherbant total, au détriment des adventices), et des pesticides systémiques à base d'imidaclopride (dans le groupe des néonicotinoïdes et « largement utilisé depuis 1994 en enrobage de semences ») d'autre part, sont également encore source de vives controverses entre l'agroindustrie et les apiculteur. En particulier, bien après la mise sur le marché de l'imidaclopride, Des « études ont montré que cet insecticide présente une toxicité chronique et sub-létale pour des doses de l’ordre de la partie par milliard (μg/kg), ou moins, puisqu’on on observe un taux de 50 % de mortalité chez l’abeille en dix jours pour une concentration de 0,1 μg/kg d’imidaclopride dans une nourriture contaminée ».
Sur la base des données disponibles depuis les années 1990/2000-2010, l'autorité européenne de sécurité des aliments a conclu que les tests obligatoires pour l'homologation des pesticides utilisés depuis les années 1980, ne permettaient pas d'en évaluer les risques et que certains produits phytosanitaires encore utilisés en agriculture, arboriculture ou sylviculture « présentaient un risque pour les abeilles ». Au-delà du seul enjeu agricole existent aussi des enjeux toxicologiques, écotoxicologiques et de protection des milieux. L'effondrement des populations naturelles et domestiques de pollinisateur est d'autant plus préoccupant qu'il semble aussi toucher des zones forestières et montagneuses (jusqu’à 100 % de mortalité dans les ruches placées en transhumance dans les hauts pâturages des Pyrénées-Orientales en 2014) alors que l'imidaclopride est aussi utilisé en pépinière pour traiter certains résineux contre l'hylobe (grand charançon des pins) avant qu'ils soient replantés, ce qui pourrait s'avérer néfaste pour les abeilles.

## Enjeux (environnementaux, sanitaires et socio-économiques...)

### Enjeux de (re)connaissance et de gouvernance
Les insectes sont souvent considérés comme de peu d’intérêt voire comme des espèces nuisibles ou gênantes à éliminer. Et la valeur des services écosystémiques qu’ils apportent est difficile à calculer, même si quelques évaluations chiffrées ont été tentées,,,.
Les pollinisateurs sont cependant indispensables à la fécondation de nombreuses espèces cultivées d’herbacées, buissons ou arbres fruitiers. Parce que pour de nombreuses espèces de plantes les animaux pollinisateurs sont les seuls à pouvoir fournir les services vitaux de pollinisation, ils sont considérés comme des espèces-clé et une source majeure de services écosystémiques pour l’Homme, nécessaire au maintien de la biodiversité, de la productivité de l’Agriculture et de l’économie humaine. Ce rôle a été officiellement mondialement reconnu par les États de l’ONU en 1999 à l’occasion d’une réunion de la Convention sur la diversité biologique (Declaration on Pollinators, São Paulo).

### Enjeux socioéconomiques
Les pollinisateurs sont considérés comme en déclin régulier et parfois rapide à l'échelle globale, en raison de la perte et de la fragmentation des habitats, des changements d'utilisation des terres, des pesticides, du réchauffement climatique ou encore de la présence d'espèces invasives, mais les résultats sont plus controversés à l'échelle régionale ou locale. Des espèces autrefois communes comme l’abeille domestique disparaissent anormalement et par milliards d’individus chaque année. De nombreuses espèces de papillons ou le bourdon de Franklin (Bombus franklini) ont été classées sur la liste rouge de l'UICN des espèces menacées. La régression des abeilles domestiques n’est pas compensable par les pollinisateurs sauvages, qui sont aussi en pleine régression en de nombreux endroits. Alors qu'une grande partie de l’agriculture mondiale dépend économiquement - en partie ou en totalité - des pollinisateurs. Le service rendu par les abeilles et principaux pollinisateurs a été estimé par l’INRA à 153 milliards d’euros par an. Selon un rapport publié dans la revue Nature en 2016, l'extinction des pollinisateurs menace 1,4 milliard d'emplois dans le monde[réf. souhaitée].

### Enjeux écologiques
De 70 % à 90 % des angiospermes sont pollinisés par une espèce animale.
La production de fruits et graines augmente dans les écosystèmes ou jardins présentant la plus grande diversité de plantes et de pollinisateurs, et deux ans après une plantation d’espèces variées de plantes, il reste environ 50 % d'espèces de plantes en plus sur le site où la diversité d'insectes est la plus élevée, par rapport à celles pollinisées par un ensemble moins varié d'insectes. Or, les pollinisateurs sont globalement en régression sur toute la planète, et tout particulièrement dans les régions industrialisées et d'agriculture intensive de l'hémisphère nord.
Le déclin de la santé immunitaire des populations d’animaux pollinisateurs menace une partie de l’intégrité écologique des paysages et écosystèmes, et des pans entiers de la biodiversité spécifique, génétique et fonctionnelle associés à celles des plantes à fleurs qui ne peuvent être fécondées par le vent ni auto-fécondées. Une grande partie de la chaîne alimentaire humaine et des réseaux trophiques sont directement et indirectement concernés. On observe déjà, par exemple en Angleterre et aux Pays-Bas un déclin parallèle entre des plantes et leurs pollinisateurs. L’agriculture moderne est source de graves pertes de biodiversité, et en pâtit en retour, dont par la réduction du service de pollinisation autrefois mieux rempli par les insectes. La disparition de plantes ou l’introduction de plantes (dont invasives) peuvent perturber les réseaux plantes-pollinisateurs.

### Enjeux sanitaires
La santé environnementale considère souvent les pollinisateurs comme des bioindicateurs pouvant nous alerter sur la dégradation générale des écosystèmes d'une part, et d'autre part sur les effets (différés dans l'espace et dans le temps) de pesticides toxiques sur la Santé publique. Les pollinisateurs sont un enjeu sanitaire pour toute l’humanité qui pour être en bonne santé doit disposer d’une alimentation saine, suffisante et équilibrée, qui ne peut - en grande partie – qu’être fournie par des plantes, or au moins 80 % des céréales cultivées dans le monde ne peuvent être pollinisées que par des insectes pour produire du grain. Environ 1/3 de notre nourriture dépend des pollinisateurs. Une étude publiée en 2011, basée sur les données disponibles de dépendance des plantes cultivées aux pollinisateurs montre que la santé publique et individuelle dépend pour certaines vitamines et nutriments fortement de plantes cultivées elles-mêmes dépendant entièrement ou partiellement des animaux pollinisateurs. Ainsi, plus de 90 % de nos besoins en vitamine C, la totalité de nos besoins en lycopène et la quasi-totalité de nos besoins en antioxydants β-cryptoxanthine et de β-tocophérol, ou encore la majorité de la vitamine A, du calcium et du fluorure, et une grande partie de l'acide folique qui nous sont nécessaires proviennent de ces plantes. « Le déclin en cours des pollinisateurs peut donc exacerber les difficultés actuelles que nous avons à fournir une alimentation adéquate sur le plan nutritionnel pour la population humaine mondiale ».

### Enjeux de prospective et de gouvernance
Les études de tendance mondiale à long terme pour les rendements et les productions agricoles ne montrent pas encore de pénurie de pollinisateurs, mais montrent que la pression sur les pollinisateurs et les services qu’ils fournissent s’accroît, et que le nombre de plantes qui nourrissent le monde tend à se réduire (de même que leur diversité génétique). Ces études montrent parallèlement et également une augmentation de la dépendance des cultures qui se sont le plus développées aux pollinisateurs. Le coût de l’inaction pourrait être très élevé et augmenter avec le temps passé sans mesures de correction de la situation.

## Pistes de solutions à la régression des pollinisateurs
Les pistes de solutions le plus souvent évoquées visent :
- le développement d'une agriculture moins chimique[48] et plus raisonnée, l'agriculture biologique[49] et la lutte intégrée basée sur la protection des auxiliaires de l'agriculture, et donc de leurs milieux de vie[50] ; une meilleure prise en compte des observations faites par les apiculteurs[51] ;
- le développement d'une apiculture tenant mieux compte de la biodiversité (les apports de souches d’abeilles étrangères dont le génome est inadapté aux conditions locales, la transhumance de ruches à grande échelle, le nourrissage sur monoculture, le déplacement de ruches dans les parcs nationaux ou réserves naturelles où l'abeille domestique peut priver de nourriture les pollinisateurs locaux naturels, etc. sont à éviter) ;
- des plans de sauvetage, de restauration et de protection durable des populations résiduelles de pollinisateurs sauvages et domestiques, s'appuyant notamment sur la restauration d'une trame d'habitats naturels moins défavorables aux pollinisateurs y compris en ville et dans les jardins. 
Début juin 2018, la Commission européenne a proposé « la toute première initiative de l'Union européenne (UE) visant à enrayer le déclin des insectes pollinisateurs sauvages », qui s'appuiera sur un suivi et une coordination des actions visant à « remédier aux conséquences sociales et économiques de la diminution des insectes pollinisateurs », et probablement sur les mesures s'attaquant aux causes du déclin. Une sensibilisation des enfants et citoyens est également prévue[52].

- le développement de micro-robots pollinisateurs (RoboBees, par exemple évoqués dans le film « silence des abeilles »[53],[54]). De tels robots ne sont pas encore au point, et devraient être autonomes et s'ils sont petits pouvoir échapper aux araignées, oiseaux et autres animaux insectivores.

## Conservation des insectes pollinisateurs

### Importance du maintien de la diversité spécifique des insectes pollinisateurs
L’utilisation durable des insectes pollinisateurs, est un sujet sous projecteurs, l’érosion de ces petits animaux déclenchera automatique l’extinction des populations humaine. Ainsi c’est d’une importance capitale que les scientifiques du monde se concentrent sur la question de la conservation et l’utilisation durable des insectes pollinisateurs.
Tous les insectes volants sont par défaut des pollinisateurs potentiels, mais les plus importants sont les insectes dit pollinisateurs, car ils ont des caractéristiques physiologiques qui leur permettent de transporter beaucoup plus de pollen d’une fleur à une autre. Les hyménoptères, dont on retrouve les apiformis ou anthophila (= abeilles) ont un rôle très important dans le mécanisme de la pollinisation, grâce à leur corps couvert de soies ramifiées (poils branchus) qui accrochent le pollen et leur brosse à pollen situé (selon les familles) sur la face externe du métatarse ou sous l'abdomen. Les autres hyménoptères se nourrissent, à l'âge adulte, du nectar des fleurs. Mais ils ne collectent pas de pollen comme les abeilles. Notons toutefois l’exception que représentent les masarines (masarinae), petite sous-famille de guêpes qui récoltent pollen et nectar afin de nourrir leurs larves.
La pollinisation est capitale pour la fécondation des fleurs dites angiospermes (mais également des cycadales) ; c’est un processus durant lequel les insectes pollinisateurs jouent un rôle clé. En effet, en butinant les plantes, ils se couvrent de pollen et transportent ces précieux grains de l’organe mâle de la plante (anthère) à l’organe femelle (stigmate). Extrêmement productives, les abeilles mellifères peuvent visiter jusqu’à 250 fleurs par heure et stocker jusqu’à 500 000 grains de pollen.
On peut observer parmi la trentaine d’ordres d’insectes connue jusqu’à présent, que les hyménoptères, les diptères, les lépidoptères et les coléoptères, renferment une diversité d’espèces floricoles hautement pollinisateurs des plantes à fleurs, mais également on y retrouve dans d’autres ordres d’insectes, une grande majorité de visiteurs de fleurs décrits comme régulées ou obligatoires, et dont certains sont des pollinisateurs avérés tel que les thysanoptères (thrips) et ceci en dépit de leur taille. Les Mécoptères semblent compter parmi les premiers insectes pollinisateurs dont les relations avec les plantes remonteraient à près de 240 millions d'années.
Il existe une forte relation entre certaines espèces d’insectes et les fleurs qu’elles butinent. Pour ces espèces, la production florale est leur seule source de nourriture ; comme chez les abeilles, symphytes, mouches, certains coléoptères (longicornes...), thrips pour le pollen, ou chez les abeilles, symphytes, papillons, mouches, pour le nectar, les cétoines, longicornes, symphytes consomment également les pétales de fleurs. Certaines espèces d’abeilles comme les apis produisent grâce aux fleurs qu’elles butinent des sécrétions huileuses ou cireuses. Des réseaux complexes  sont formés par les interactions plantes-pollinisateurs.
Il est démontré que 75 % de la diversité, soit 35 % du tonnage, de la production agro-alimentaire (alimentation humaine) dépendent de la pollinisation réalisée par les insectes. Pour certains chercheurs l’extinction des insectes est comparable à l’extinction des dinosaures. Présentes sur terre depuis plus de 80 millions d’années, la plupart des espèces de pollinisateurs sont de nos jours sont menacés de disparition. Des études démontrent que depuis une trentaine d’années les espèces de pollinisateurs disparaissent rapidement.
Pour l'abeille domestique (apis mellifera), près de 300 000 colonies d’abeilles disparaissent chaque année, mais les mesures prises jusqu’à présent sont très insuffisantes, presque inutiles. Par ailleurs ce phénomène est bien pire s'agissant des espèces sauvages, la plupart du temps solitaires, car les butineuses, qui risquent l'intoxication lors de leur phase de butinage, sont les pondeuses ; ainsi c'est la reproduction et donc le maintien des abeilles sauvages qui sont directement compromis.
La pollinisation (service écologique primordial) assurée essentiellement par les insectes pollinisateurs est donc menacée.
Le déclin des insectes pollinisateur a de multiples causes : pesticides (insecticides, fongicides, herbicides...), destruction et fragmentation des habitats, urbanisation, homogénéisation et anthropisation des milieux… Au-delà de menacer directement la diversité biologique, ce phénomène a pour conséquences de simplifier les interactions plantes-pollinisateurs et de mettre en danger les services écosystémiques rendus par ces insectes.

### Perspective de conservation

#### Adopter de nouvelles stratégies agricoles
Dans une étude d’amélioration du paysage agricole pour les insectes pollinisateurs, les abeilles en particulier, un nombre d’objectifs sont mis en perspective pour augmenter la productivité du miel, améliorer la biodiversité et la santé des abeilles dans ces champs agricoles. Mais il convient de traiter le monde des abeilles dans son ensemble et de ne pas le réduire aux seules abeilles domestiques (Apis mellifera). Il apparait donc capital d'augmenter la disponibilité des ressources alimentaires pour les insectes pollinisateurs domestiques et sauvages, tout en les préservant des effets néfastes des pesticides.
Grâce au système de rotation des cultures, accompagné de divers composition florale ; nous pouvons aboutir à un bon rendement de productivité agricole et des produits de la ruche, toute en protégeant les populations d’abeilles domestiques et sauvages, les bourdantes et d’autres insectes pollinisateurs qui visitent ces champs. L’une des études réalisées sur les champs de céréales, colza, tournesol, maïs, blé, a démontré que ces plantes accompagnées de la luzerne, Cipan avec du trèfle hybride et de la phacélie, chanvre, donner un bien milieu rendement et des ruches plus robuste. En effet, ces plantes doivent assurer une floraison en septembre et octobre et, par conséquent, améliorer les stocks alimentaires dans les ruches avant l’hiver.
.

#### Contrôler l’utilisation des pesticides
La quantité de pesticides et fertilisants azotés et la charge en bétail, affecte négativement les populations d’insectes pollinisateurs, notamment les abeilles.
Il faudra demander aux compagnies désirant mettre un nouveau pesticide sur le marché canadien, d’effectuer des tests non seulement sur les abeilles adultes, mais également sur les autres stades de développement de l’abeille, afin d’éviter de retirer un produit, après s’être rendu compte de sa toxicité. Une des perspectives de conservation serra d’exiger aux producteurs des pesticides de mettre sur le marché que des pesticides déjà testés sur les insectes pollinisateurs (abeilles, papillons, sphinx…), et cela à plusieurs stades de leur développement. Cette pratique permettra de préserver les populations de ces insectes, notamment les colonies d’abeilles qui sont les plus touchées par ces phénomène ; car chez l’abeille ont y retrouve qu’une moitié des gènes de détoxification par rapport aux autres insectes, eux-mêmes vulnérables aux pesticides.
Des stratégies permettent de diminuer les effets de pesticides sur les populations d’insectes ; comme le remplacement des produits dangereux par d’autres moins nocifs, l’élimination de traitements utilisant les pesticides et cela sur l’ensemble de la période d’activité saisonnière des pollinisateurs. Nous pouvons également utiliser des plantes connus pour leurs vertus associées aux cultures agricole, afin de réduire l’utilisation des pesticides et insecticides, par exemple l’association du colza avec une plante gélive pour réduire l’urtication des herbicides et sur le tournesol, un désherbage mécanique ou l’utilisation ciblé des herbicides lors du semis.

#### Stratégies de conservation dans biotopes urbains et périurbains
Les espaces urbains doivent être plus accueillants pour les insectes pollinisateurs, notamment les paillions et les abeilles domestiques. Des zones de refuges et de protections doivent être élaborées pour ces petits animaux, qui le plus souvent, se retrouvent égarer, car leurs habitats sont fragmentés par ces milieux anthropiques.
On doit augmenter et diversifier les phonations de fleurs mellifères dans les parcs et les jardins. Sur nos petits balcons, ou au coin du jardin les plantes aromatiques sont un havre de paix pour nos insectes : la menthe, le thym, la sauge, l'aneth, la marjolaine ou la ciboulette. Nous pouvons aussi planter des lavandes, des rosiers, des hibiscus. Centaines plantes grimpantes font également partie des plantes mellifères, elles attirent aussi les insectes pollinisateurs : la glycine, la clématite, le jasmin, le chèvrefeuille et le lierre.

#### Augmenter la plantation des plantes mellifères
La diversité florale d’un écosystème influence sur la diversité des insectes pollinisateurs. Ainsi, l’un des plans les plus avantageux à la conservation de ces espèces et l’augmentation de la composition florale de divers écosystèmes.
L’étude de la  coévolution entre les insectes pollinisateurs et les fleurs est un chemin important vers l’élaboration de plans efficaces à leur conservation. Des bandes aménagées à fleurs des prés doivent être plantées le long des cultures, dans les zones urbaines, bordures des forêts…, pour faire face au déclin des insectes pollinisateurs.
La relation précieuse entre la fleur et l’insecte est une parfaite harmonie de symbiose et une totale relation de mutualisme (anthécologie).
Enrichir la composition florale des milieux naturels et semi-naturels en plantes mellifères augmente le pourcentage de préservations des populations de pollinisateurs. Les plantes mellifères sont des espèces qui contiennent du nectar et du pollen en abondance, ce qui attire les abeilles et insectes butineurs.

#### Autres perspectives de conservation
- Protéger les espèces d’insectes pollinisateurs sauvages et domestiques
- Arrosage économique des plantes et tondre moins souvent
- Augmentation des sites de nidification des insectes butineurs et accueillir favorablement  l’installation des ruches dans l’environnement urbain et création de zones protégé (refuge des insectes pollinisateurs).
- Enrichissement la diversité génétique  (pool génétique) des populations de pollinisateurs.
- Régulation les populations d’espèces envahissantes.

## Histoire évolutive des pollinisateurs
Durant leur coévolution avec les insectes et d’autres pollinisateurs, les plantes à fleur ont développé des traits qui les rendent très attractives pour une ou plusieurs espèces de pollinisateurs.
Ces traits correspondent à des éléments transmissibles du patrimoine génétique des plantes à fleur et des pollinisateurs ; ce sont par exemple la taille des fleurs, leur forme et profondeur, la largeur de leur corolle, leurs couleurs (dont dans le spectre non visible de l’ultraviolet). Il peut aussi s’agir du parfum, d’une offre en nectar, d’une certaine composition, etc. ou de la chaleur offerte par certaines fleurs (il a été expérimentalement montré que quand il a le choix, un bourdon - bien qu’ayant une certaine capacité de contrôle de sa température - préfère se nourrir sur les fleurs les plus chaudes, ce qui lui permet peut-être de dépenser moins d’énergie pour maintenir son corps à la température de vol, et une plante fournit une récompense en chaleur pourrait présenter le même intérêt et gain pour le pollinisateur qu’une plante identique plus riche en nectar, mais froide).
Les oiseaux visitent préférentiellement les fleurs longues, étroites et rouges et sont moins attirés par des fleurs larges avec peu de nectar mais un pollen abondant, lesquelles sont plus attrayantes pour des coléoptères. Lorsque ces caractéristiques sont expérimentalement modifiés, les fleurs peuvent ne plus attirer ou moins attirer leurs pollinisateurs naturels,.
La somme de ces traits constitue ce que les chercheurs appellent le « syndrome de pollinisation ».
Quand un pollinisateur ne dépend que d’une espèce pour sa survie (pollinisateur monolectique) et que l’inverse est également vrai, la disparition de l’une des deux espèces entraîne celle de l’autre. Les fleurs sont majoritairement associées à des guildes de pollinisateurs polylectiques, qui fluctuent dans l'espace et dans le temps.

### Histoire récente
Une grande partie des populations de pollinisateurs semblent victimes d’un effondrement démographique, de disparitions ou d’une dégradation de santé qui affecte un service écosystémique considéré comme majeur et précieux (la pollinisation).
Cet effondrement se produit parfois dans des zones réputées peu anthropisées (pour le bourdon en Suède par exemple).
Une étude portant sur les rendements des cultures mondiales dépendants ou bénéficiant de 60 pollinisateurs a fourni sur cette base une cartographie du service de pollinisation par les insectes les plus importants pour l’agriculture dans le monde, mettant en évidence une répartition spatiale actuelle des prestations de pollinisation qui n’est que partiellement corrélée avec les variables climatiques et la répartition des terres cultivées. Cette carte indiquant des points critiques avec selon les auteurs assez de détails guider les décisions politiques sur les lieux où il faudrait prioritairement restaurer ou protéger les services de pollinisation et la biodiversité qui leur sont nécessaires. Les auteurs (et d’autres) ont aussi étudié la vulnérabilité des économies nationales face au déclin potentiel des services de pollinisation et ils notent qu’alors que la dépendance générale de l'économie agricole à la pollinisation est restée stable de 1993 à 2009, les prix des produits cultivés les plus dépendants des pollinisateurs ont ensuite augmenté, ce qui pourrait être un signal d'alerte précoce.

## Interactions plante-pollinisateur
Les plantes et leurs pollinisateurs ont co-évolué depuis l’apparition des plantes à fleur.
Les relations qui les unissent sont parfois non spécifiques (pollinisateurs généralistes) et parfois au contraire très spécifiques (pollinisateurs spécialisés) et de type interactions durables (un seul animal pouvant féconder une ou plusieurs plantes spécifiques). L'émergence d'espèces spécialistes advient plus souvent dans les environnements stables, alors que les généralistes sont avantagées dans des environnements perturbés (changements climatiques, perturbations anthropiques) ou hétérogènes. L'anthropocène caractérisé par un appauvrissement de la biodiversité voit ainsi un déclin des pollinisateurs spécialistes en raison notamment de l'homogénéisation des écosystèmes.
Le mutualisme semble très fréquent, et dans quelques cas la stratégie semble évoquer une « tromperie » : Ainsi certaines espèces (d'orchidées principalement) ont développé lors de leur co-évolution avec leurs pollinisateurs une stratégie de leurres sexuels où les plantes produisent des combinaisons remarquablement complexes de phéromones attractives et de mimétisme physique qui induisent les abeilles ou les guêpes mâles en erreur, ces mâles tenant alors de s'accoupler avec la fleur qui les chargent de paquets collants de pollens, lesquels seront livrés à d’autres fleurs de la même espèce à proximité (phénomène de pseudocopulation). De tels exemples sont connus sur tous les continents (sauf en Antarctique). L'Australie semble être exceptionnellement riche en de tels exemples.
Les « mouches à viande » de familles telles que Calliphoridae et Sarcophagidae ont été en quelque sorte « apprivoisées » par certaines espèces de plantes dont les fleurs se signalent à elles en dégagent une odeur de vase fétide ou de cadavre en décomposition. Dans ce type de cas, les stratégies écologiques des plantes varient : plusieurs espèces de Stapelia attirent ainsi des mouches charognardes qui pondent en vain leurs œufs sur la fleur (où leurs larves meurent rapidement de faim). D'autres espèces présentent des organes floraux qui se décomposent réellement et rapidement après maturation en offrant une véritable nourriture aux insectes qui les visitent et les fécondent parfois.

## Types de pollinisateurs
Les pollinisateurs les plus connus sont les différentes espèces d'abeilles qui sont clairement adaptées à la pollinisation et vivent dans certains cas en totale codépendance avec certaines des espèces de plantes à fleurs (angiospermes) qu’elles pollinisent le plus.
Les Apiformis ou Anthophila (= abeilles) ont un corps généralement poilu et porteur d’une charge électrostatique qui facilite l'accrochage et le transport des grains de pollen. Ils sont aussi dotés d’organes adaptés à la récolte du pollen prenant chez la plupart des abeilles la forme d'une structure dénommée scopa située sur les pattes arrière de la plupart des espèces et/ou sous l'abdomen (par exemple chez les abeilles de la famille des Megachilidae).
Ces organes sont composés d'épaisses soies plumeuses. Les abeilles domestiques, les bourdons, et leurs proches parents ont des scopa particulières puisque leurs pattes arrière sont modifiées en une structure appelée corbicula (ou «corbeille à pollen »), qui permet la collecte d'une pelote. Les abeilles se nourrissent de nectar (une source d'énergie concentrée) et collectent le pollen (nourriture riche en protéines) pour nourrir leurs larves. Ce faisant, elles transfèrent « par inadvertance » le pollen d’une fleur à l’autre. Parfois comme chez les abeilles Euglossines (qui pollinisent les orchidées), ce sont les abeilles mâles qui sont attirées par les senteurs florales et fécondent la fleur, alors que les femelles recueillent le nectar ou le pollen. Quand ces mêmes femelles visitent d’autres types de plantes à fleur ce sont elles (les Euglossines femelles) qui agissent comme pollinisatrices.
Toutes les abeilles ont besoin de sources abondantes et diversifiées de pollen et de nectar, réparties sur toute l’année.
Dans les milieux froids, comme en montagne à partir de l'étage subalpin ou sous les hautes latitudes, les abeilles deviennent plus rares et les visiteurs de fleurs les plus abondants deviennent des Diptères appartenant à plusieurs familles, notamment les Muscidae, les Anthomyiidae et les Empididae,.
Parmi les pollinisateurs autres qu'insectes, on peut citer les chauve-souris (chiroptères), qui sont les seuls pollinisateurs spécialisés parmi les mammifères. Certains rongeurs assurent également un service de pollinisation, ou encore quelques oiseaux (colibris par exemple) et même certains lézards (notamment des geckos diurnes du genre Phelsuma).